# 斯帕克斯 (喬治亞州)
斯帕克斯（英語：Sparks）是一個位於美國喬治亞州庫克縣的城鎮。

## 地理
斯帕克斯的座標為31°10′09″N 83°26′23″W / 31.16917°N 83.43972°W，而該地的平均海拔高度為73米（即240英尺）。

## 人口
根據2010年美國人口普查的數據，斯帕克斯的面積為10.70平方千米，當中陸地面積為10.10平方千米，而水域面積為0.60平方千米。當地共有人口2052人，而人口密度為每平方千米192人。